# III (álbum de Mar de Copas)
III es el tercer álbum de la banda peruana Mar de Copas de pop rock. Fue lanzado en 1997. A diferencia de los anteriores discos, el álbum fue lanzado bajo la disquera MDC Producciones (Mar de Copas Producciones), que es la disquera de la banda.

## Historial
Como se desprende del sonido de III, el grupo ha conseguido en ese lapso una madurez que, afortunadamente, no ha significado apoltronamiento de ninguna especie. Por el contrario, lo que revelan las nuevas canciones es, por un lado, la consolidación de ese estilo melodioso y melancólico pero enérgico que caracterizó sus dos primeras placas. Ejemplo de ello son temas como «Al pasar de las horas», «Tu voz», «Otra canción», «Un mismo camino al soñar», «Momento de ti» y «Viento marchito», y de esa sensibilidad trágica y desgarrada que se vierte ahora en canciones como «Despedida», «Cuenta la historia», «Ni para rogar un beso» y «LB». 
Por otro lado, el disco pone de manifiesto la aparición de vetas inexploradas anteriormente por el grupo, como pueden ser los temas instrumentales a lo Morricone, resaltando «Duelo», la utilización de formatos insólitos como el vals vienés en «A Dios», la construcción de rarezas entre folclóricas y progresivas (ejemplo de eso la canción «De tierra»), el empleo del grito como recurso sonoro en «Vaquera», o de la guitarra acústica, la armónica y la voz como únicos soportes de una balada de corte dylaniano en «Un nuevo intento», y por último la elaboración de piezas extendidas de rotunda factura, como «CPAM / A tu lado».

## Lista de canciones
| N.º | Título                     | Escritor(es)                         | Duración |  |
| 1.  | «Vaquera»                  | M. Barrios, T. Leverone, C. Zamalloa | 1:36     |  |
| 2.  | «Al pasar de las horas»    | M. Barrios, T. Leverone, C. Zamalloa | 3:23     |  |
| 3.  | «A Dios»                   | M. Barrios, T. Leverone, C. Zamalloa | 2:39     |  |
| 4.  | «C.P.A.M./A tu lado»       | M. Barrios, T. Leverone, C. Zamalloa | 7:33     |  |
| 5.  | «De tierra»                | M. Barrios, T. Leverone, C. Zamalloa | 4:09     |  |
| 6.  | «Un mismo camino al soñar» | M. Barrios, T. Leverone, C. Zamalloa | 2:12     |  |
| 7.  | «Cuenta la historia»       | M. Barrios, T. Leverone, C. Zamalloa | 4:51     |  |
| 8.  | «Viento marchito»          | M. Barrios, T. Leverone, C. Zamalloa | 4:07     |  |
| 9.  | «Duelo»                    | M. Barrios, T. Leverone, C. Zamalloa | 3:08     |  |
| 10. | «L.B.»                     | M. Barrios                           | 5:12     |  |
| 11. | «Ni para rogar un beso»    | M. Barrios                           | 4:08     |  |
| 12. | «Otra canción»             | T. Leverone                          | 3:46     |  |
| 13. | «Tu voz»                   | M. Barrios, T. Leverone, C. Zamalloa | 4:28     |  |
| 14. | «Momentos de ti»           | P. Condos, M. Barrios                | 2:57     |  |
| 15. | «Despedida»                | M. Barrios, T. Leverone, C. Zamalloa | 5:28     |  |
| 16. | «Un nuevo intento»         | M. Barrios                           | 11:36    |  |